# Syngenoherpia
Syngenoherpia is een geslacht van wormmollusken uit de  familie van de Syngenoherpiidae.

## Soorten
- Syngenoherpia intergenerica Salvini-Plawen, 1978
- Syngenoherpia sanguicuneosa Salvini-Plawen, 1978